# 古河パビリオン
古河パビリオン（ふるかわパビリオン）は、大阪府吹田市にかつて存在した建築物。1970年に開催された日本万国博覧会（EXPO'70・大阪万博）にて、古河グループのパビリオンとして建造された。設計は清水建設。入場者総数は9,340,671人、国内企業館中第2位、全パビリオン中第10位であった。
テーマは「古代の夢と現代の夢」。約1200年前の天平文化のシンボルであった東大寺創建当時の七重塔を再現したもので、当時の人たちが塔に託した“新しい世界”への夢を、現代に置きかえようとの意味がこめられていた。
迎えられた観客は、コンピューターによって実現される便利で楽しい世界"コンピュートピア"と名付けた未来へと導かれ、キャッシュレス・ショッピング、コンピュータ囲碁、テレビ電話といった技術が目を引いた。
最上層である地上52メートルの7層目の回廊には、万博会場全体が一望できる展望台があり、特に夜間は"5億ドルの夜景"を楽しむ観客が多かった。

## 建物
相輪先端までの高さ86メートルは、現存する日本一高い東寺（京都市）の五重塔の高さ56メートルを30メートルも凌ぐもので、全パビリオン中で最も高いソ連館に次いで高かった。
七重塔は原形を忠実に再現した鉄骨造で、創建当時は木材と瓦で十数年をかけて造形された塔を、鉄骨と鉄板を主材料として約1年間で完成させた。大阪地方で推定される100年間の最大瞬間風速の速度圧を想定して、100分の1サイズの模型での風洞実験などを基に、耐風・耐震設計にて建設された。
屋根は、各層を4分の1ずつに分け、地上の台車とステージで仕上げ材量の取付作業を完成し、鉄骨に沿って取り付けたレールで台車ごと引き上げて、上層部から順に組み立てるという新しいリフトアップ工法により造られた。

## 展示
七重塔の基壇部分に、展示館「コンピュートピア」がつくられた。「コンピュートピア」とは、コンピューターを使って創り出す理想社会（ユートピア）」のことで、世界的にまだ実用化されていない新技術を駆使して、コンピューターの持つ未来への可能性を探求する実験劇場で、構成と内容は以下のとおり。

### 第1室 導入部
メビウスの輪
造形作家・吉村益信製作による三角柱でできた輪で、テーマ・ディスプレイとして、コンピュートピアの無限の広がりを象徴的に表現していた。

### 第2室 実験劇場
ボイス・コントロール・クレーン
マイクロフォンを通じて観客の指示に応じてロボットハンドがボールをつかんで円筒に入れる仕組みであった。
キャッシュレス・ショッピング
右の部屋にコンピュートピア銀行、左の部屋に買い物をする部屋があり、指紋や印鑑やサインの代わりにコンピューターに観客の声を判別させ、マイクロホンを通じて預金口座の開設やキャッシュレスで旅行や買い物が楽しめた。
碁とコンピューター
コンピューターによる名局の再現や、コンピューターが詰め碁を出題したり観客の出題によりコンピューターが詰め碁を解いたりした。さらに、観客に「次の一手」を打たせてその手を評価する棋力判定が行われた。
運転シミュレーション
グラフィック・ディスプレイ装置を使って、実際に電車を運転するのと同じように、シミュレーション技術による電車の運転システムの実演が行われた。運転装置には、電車を起動・加速・減速・停止するためのノッチやブレーキがついており、ディスプレイ装置には運転装置と連動して画面が次々と映し出され、画面と連動した擬音も出るようになっていた。運転が終わると運転成績も表示された。
コンピューター・ドレス・デザイナー
観客の好みに応じたコンピューターによる女性のドレスのデザインの実演が行われた。観客が髪型・図形・色の好みなどを記入したデザイン・シートを、光学式マーク読み取り装置（オプティカル・マーク・リーダー）が読み取ると、あらかじめ記憶している320種類のパターンから条件を満たすファッションを選び出してデザインが制作され、読み取りから数秒でファッション画がプリントアウトされた。基礎デザインは鯨岡阿美子代表のアミコ・ファッションズ制作によるものであった。

### 第3室 コンピューター・ミュージカル・ホール
コンピューターによる作曲と演奏
観客がチャイムを叩いて示す短いメロディーを主題に、コンピューターがあらかじめ記憶している作曲法や作曲理論を用いて様々な曲種に編曲・構成して、エレクトーンで自動演奏された。音楽は作曲家・江崎健次郎により、ブルース、タンゴ、マーチ、スイングや演歌などの9種と、クラシックではショパン風ワルツとノクターン、バッハ風コラールとカノンの4種があらかじめ記憶されており、これらの曲種を用いて1主題につき3曲まで作曲され、およそ5分間演奏された。
コンピューターの振り付けによる映像の踊り
「コンピューターによる作曲と演奏」で作曲された曲が演奏されると、音楽と同調してリズムを図形化する「メタフォア」という装置により、周囲の半円形スクリーンに抽象図形が映し出されて、リズムに合わせてダンスを踊り出す仕様であった。メタフォア映写装置は三田義治の協力によるもの。

### その他
テレビ電話コーナー
七重塔の前庭の道路に面した一角に、直径約8メートルの円形のコーナーに富士通製テレビ電話が5台設置され、相互通信のほか、古河パビリオンの説明やホステスによる案内、天気予報、時刻案内などのサービスが行われた。
インフォメーション・コーナーも設置され、記念スタンプの押印場所として活用されたほか、記念切手や絵はがきなどが販売されていた。
東大寺鐘楼模型
七重塔の第1層のエレベーター乗り口の右側に、東大寺に現存する国宝の鐘楼（鎌倉時代に建立したもの）の10分の1サイズの模型が展示された。山本瓦工業社長（当時）の山本清一が制作したもので、工費約5百万円、1966年から3年余りを費やして1969年末に完成したものである。

## ホステスのユニフォーム
ホステスのユニフォームは、50数点の候補作から西武百貨店の藤木エミ子の作品「くじゃく」が選ばれた。合服は紫地に金糸の孔雀の刺繍をあしらった上着とパンタロンスタイル、夏服は白地の服にミニスカートであった。合服の孔雀の羽の刺繍はインパクトがあった（出典の画像参照）。

## 切手
- 1970年にルーマニアが発行した大阪万博記念切手のシートに採用された[28]。七重塔をデザインしたルーマニア発行の切手は、会期中の6月27日から9月10日までの間、インフォメーション・コーナーで販売されていた[13]。
- 土侯国切手の大阪万博記念切手の図案には、リニアモーターカーと古河パビリオンが描かれている[29]。
- ルワンダ発行の大阪万博記念切手の図案には、山川秀峰「三番叟」と古河パビリオンが描かれている[30]。

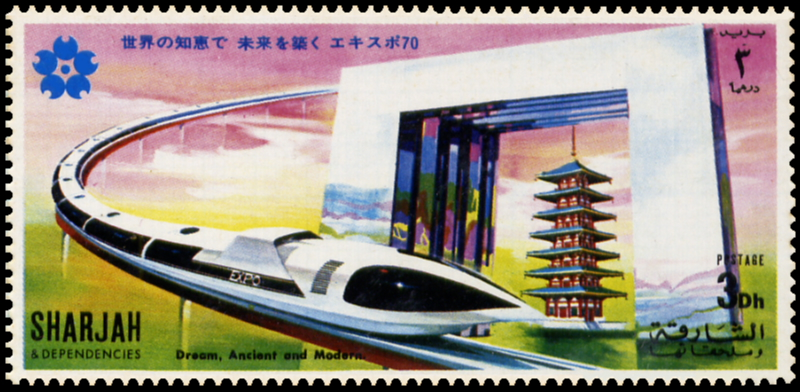
リニアモーターカーと古河パビリオンを描いた土侯国切手。
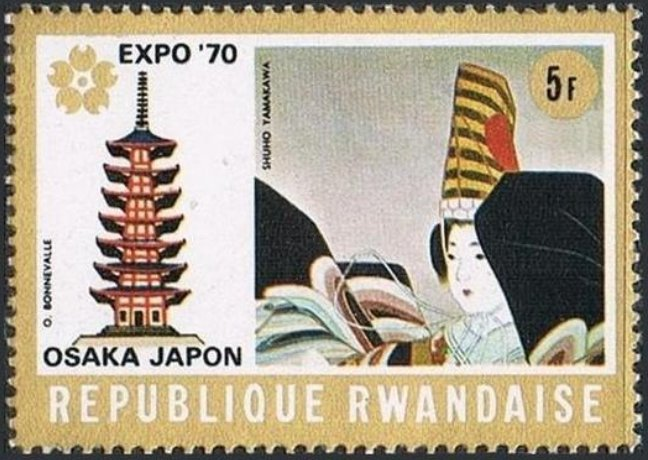
山川秀峰「三番叟」と古河パビリオンを描いたルワンダの切手。

## 閉会後

### 相輪の撤去・移転

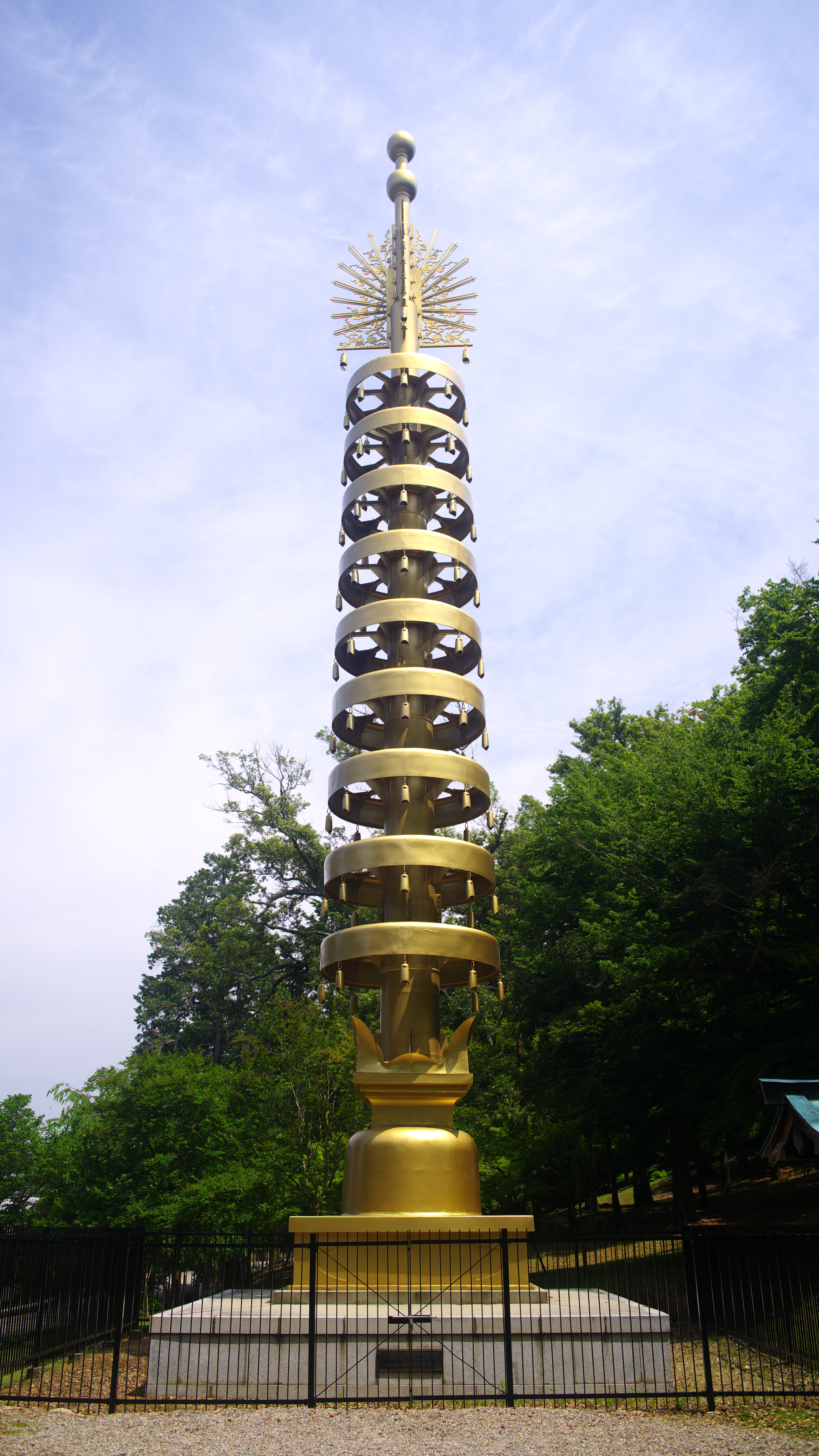
東大寺に移転された相輪（2020年6月）

七重塔は、数か所から譲渡について熱心な懇請があったが、当初から譲渡の相手は東大寺との話があり、かつ恒久建築物として遺すためにはさらに10数億円の資金を要することから、それらの希望はすべて白紙とせざるを得なかった。また、東大寺の意向としては境内に七重塔を再現することを強く希望していたが、資金等の都合で早急の実現は困難であったため、相輪だけの寄贈の申し入れがあり、これを譲渡することが決まった。
撤去された相輪はその後、東大寺大仏殿東側の敷地に移された。相輪の案内板には「七重塔が大地に涌出する日を宿願とする」と記されている。
七重塔の再建について東大寺庶務執事の森本公穣は「まず東塔院跡の基壇調査を進め、史跡として整備する。その後将来の東塔再建に向けて努力したい」と述べている。

### 総括
万国博古河委員会は、総入場者数が国内企業館中第2位、全パビリオン中第10位と、古河パビリオンによる万博参加とその成功は古河グループのイメージ向上に大いに役立ったが、それだけ古河グループの存在と結束の固さを改めて認識させられた。グループ意識はグループ共通の大型プロジェクトを推進する過程で高まってくるものだけに、そのプロジェクトが終了すると次第にその意識が薄れていく。そのため、第2・第3の万博を希求し実現していく必要がある。これが万博参加とその成功の意義と成果を未来に活かし育てていくために、古河グループが直面している最大課題である、と総括している。